# Ориент Експрес
„Ориент Експрес“ (на френски: Orient Express) е пътнически влак за дълги разстояния, създаден през 1883 г. от френското дружество Compagnie Internationale des Wagons-Lits (CIWL).
Маршрутът и подвижният състав на „Ориент Експрес“ са променяни многократно. В миналото няколко маршрута, с леки промени, използват името на „Ориент Експрес“. Въпреки че оригиналният „Ориент Експрес“ е нормална международна железопътна услуга, чието име се превръща в синоним на луксозни пътувания. Двата града, които най-силно са свързани с влака, са Париж и Цариград (Истанбул), тъй като са двете крайни точки на услугата по разписание. „Ориент Експрес“ се превръща в пример за лукс и комфорт при пътуване.
През 1977 г. влакът спира да обслужва Истанбул. Маршрутът е променен от Париж до Букурещ, от 1991 г. – до Будапеща, а през 2001 г. маршрутът е съкратен до Виена, като за последен път „Ориент Експрес“ минава през Париж в петък, 8 юни 2007 г.
На 14 декември 2009 г. „Ориент Експрес“ престава да работи и маршрутът изчезва от европейските железопътни разписания, като се съобщава, че е „жертва на високоскоростните влакове и нискотарифните авиокомпании“. Влакът „Венеция-Симплон Ориент Експрес“, частно предприятие на Белмонд, използващ оригинални вагони CIWL от 1920-те и 1930-те години, продължава да пътува от Лондон до Венеция и до други дестинации в Европа, включително оригиналния маршрут от Париж до Истанбул.

## История
През 1882 г. Жорж Нагелмакерс, син на белгийски банкер, поканва гостите си на железопътно пътуване от 2000 km. (1243 мили) със своя „Светкавичен лукозен влак“ (Eclair de luxe). Влакът тръгва от Източната гара в Париж във вторник, 10 октомври 1882 г., малко след 18:30 ч. (местно време) и пристига във Виена на следващия ден в 23:20 ч. (местно време). Обратният път започва в 18:30 ч., петък, 13 октомври, като влакът напуска Виена и пристига в Страсбург на 14 октомври, събота около 20:00 ч.
Жорж Нагелмакерс е основателят на Compagnie Internationale des Wagons-Lits, която разширява услугата си с пътувания с луксозни влакове, туристически агенции и хотели в Европа, Азия и Северна Америка, като най-известният му влак остава „Ориент Експрес“.
Влакът е композиран по следния начин:
- багажен вагон
- спален вагон с 16 легла (с талиги)
- спален вагон с 14 легла (3 оси)
- вагон-ресторант
- спален вагон с 13 легла (3 оси)
- спален вагон с 13 легла (3 оси)
- багажен вагон (с товаримост 101 тона)

Първото меню на борда на влака (10 октомври 1882 г.) се състои от: стриди, супа с италиански макаронени изделия, калкан със зелен сос, пилешко a la chasseur, филе от говеждо месо с картофи, дивеч, маруля, шоколадов пудинг и бюфет от десерти.

## Първият влак
Първият влак Express d'Orient напуска Париж за Виена на 5 юни 1883 г. Виена остава крайна точка до 4 октомври 1883 г. Влакът официално е преименуван на „Ориент Експрес“ (Orient Express) през 1891 г.
Първоночалният маршрут, който за първи път е прекосен на 4 октомври 1883 г., е от Париж до Гюргево, Румъния, през Мюнхен и Виена. В Гюргево пътниците са извозени през Дунав до Русе, България, за да се качат на друг влак до Варна. След това пътуването завършва с ферибот до Константинопол. През 1885 г. започва движение по нов маршрут, този път достигащ Истанбул първоначално по железопътна линия от Виена до Белград и Ниш, Сърбия,от Ниш до Пловдив с конски каруци и от Пловдив, за Истанбул отново с влак.
През 1889 г. източният точка в маршрута на влака става Варна в Княжество България, където пътниците могат да бъдат откарани с кораб до Цариград. На 6 юни 1889 г. след завършване напълно на ЖП линията през България, потегла първият директен влак до Цариград. До 19 май 1977 г. Истанбул остава крайната източна точка по маршрута. Фериботна услуга превозва пътниците от кейовете през Босфора до гара Хайдарпаша, една от основните гари на Османските железници.
В началото на Първата световна война през 1914 г. услугите на „Ориент Експрес“ са спрени. Пътуването е възобновено в края на военните действия през 1918 г., а през 1919 г. отварянето на тунела „Симплон“ позволява въвеждането на по южен маршрут през Милано, Венеция и Триест. Услугата по този маршрут е известна като Симплон Ориент Експрес, като се движи по стария маршрут. Сенжерменският договор съдържа клауза, която изисква от Австрия да приеме влака, като преди това Австрия позволява на международните служби да преминават през австрийска територия (която включва Триест по това време), само ако те преминават през Виена. Симплон Ориент Експрес се превръща в най-важния железопътен маршрут между Париж и Истанбул.
През 30-те години на миналия век „Ориент Експрес“ е популярен трите си паралелни услуги: Ориент Експрес, Симплон Ориент Експрес, както и Арлберг Ориент Експрес, който се движи през Цюрих и Инсбрук до Будапеща, Букурещ и Атина. През това време „Ориент Експрес“ добива репутацията си на комфорт и лукс, в чийто подвижен състав винаги присъстват спални вагони и вагон-ресторанти, известни с качеството на своята кухня. Кралски особи, благородници, дипломати, бизнесмени и буржоазията като цяло го покровителстват.
Началото на Втората световна война през 1939 г. отново прекъсва услугата, която не е възобновена до 1945 г. По време на войната немската компания „Митропа“ извършва някои от услугите през Балканите, но югославските партизани често саботират трасето, за да бъде спряна услугата.
След края на войната услугите се възобновяват с изключение на Атина, където затварянето на границата между Югославия и Кралство Гърция не позволява на услугите да работят. Тази граница е отворена отново през 1951 г., но затварянето на българо-турската граница от 1951 до 1952 г. попречва на услугите да се движат към Истанбул през това време. След падането на Желязната завеса в цяла Европа, услугата продължи да работи, но с усложненията от митническите и паспортни проверки през границите. Войните в Югославия през 1991 до 2001 г. променят отново трасето на експреса.
До 1962 г. „Ориент Експрес“ и „Арлберг Ориент Експрес“ спират да работят, оставяйки само „Симплон Ориент Експрес“. През 1962 г. е създадена услугата Direct Orient Express, която ежедневно пътува от Париж до Белград, като два пъти седмично обслужва маршрута от Париж до Истанбул и Атина.
През 1971 г. компанията Wagon-Lits спира да управлява превоза и да реализира приходи от билети. Вместо това тя продава или дава под наем всичките си вагони на различни национални железопътни компании, но продължава да осигурява персонал за вагоните. През 1976 г. се оттегля директната услуга Париж – Атина, а през 1977 г. Direct Orient Express се изтегля изцяло, като последната услуга Париж – Истанбул се изпълнява на 19 май същата година.
Оттеглянето на Direct Orient Express се смята от мнозина за началото на края на „Ориент Експрес“, но всъщност услугата под това име продължава да се движи от Париж до Букурещ както преди – през Страсбург, Мюнхен и Будапеща. Въпреки това, спалните вагони от Париж до Букурещ – и дори на изток от Виена – са били експлоатирани до 1982 г., като салонните вагони са работил само сезонно. През летния сезон на 1999 и 2000 г. спалните вагони от Букурещ до Париж се движат два пъти седмично, вече управлявани от CFR (румънска железопътна компания). Това продължава до 2001 г., когато услугата е преустановена, като трасето е съкратено между Париж и Виена, вече с качеството на EuroNight (европейски стандарт за пътуване през нощта).
С откриването на високоскоростната железопътна отсечка между Париж и Страсбург на 10 юни 2007 г. маршрутът на „Ориент Експрес“ е допълнително скъсен, превозвайки пътници между Страсбург – Виена, отпътувайки от Страсбург в 22:20 ч. (местно време).
Последният влак с името „Ориент-Експрес“ (вече с тире) тръгва от Виена на 10 декември 2009 г. и един ден по-късно от Страсбург.

## Наследство по маршрута
Въпреки че последната услуга, обслужваща трасето между Страсбург и Виена, възможно е да се проследи оригиналният маршрут на „Ориент Експрес“ с четири влака: Париж – Страсбург, Страсбург– Виена, Виена – Белград, Белград – Истанбул, всеки от които се изпълнява ежедневно от местните държавни железници. Други маршрути от Париж до Истанбул съществуват и днес, като Париж – Мюнхен – Будапеща – Букурещ – Истанбул или Париж – Цюрих – Белград – Истанбул, като пътуването е около 60 часа без закъснения. Влаковите услуги през границата до Турция са спрени за няколко години поради строителни работи, но са въведени отново през юни 2017 г.

## Частни влакове, използващи името
През 1976 г. швейцарската туристическа компания „Интрафлуг“ първо наема, а след това купува няколко CIWL-вагона, като ги експлоатира за влака Nostalgie Istanbul Orient Express от Цюрих до Истанбул. През 1983 г., когато е отбелязана 100-годишнината на Ориент Експрес, е отбелязана с пътуване на влака от Париж до Истанбул, а през 1988 г. по маршрута от Хонконг през Съветския съюз и Китай. Оттам е прехвърлен с ферибот до Япония, където е използван за екскурзии.
След провала на American European Express, „Интрафлуг“ фалира, а вагоните са купени от Райзебюро Мителтургау. Спалните вагони, а също и някои от багажните вагони и вагон-расторантите са прехвърлени в Русия, за да обслуват трасето от Москва до монголско-китайската граница, като влакът е известен като „Ориент Експрес Китай“, в наши дни той е известен като Шангри-Ла Експрес, а станалият подвижен състав се използва в Германия и Швейцария. От 2003 г. след фалирането на компанията влаковият състав не се използва и е разпръснат в различни държави.
През 1982 г. „Венеция-Симплон Ориент Експрес“ е създаден като частно предприятие, управляващо реновирани вагони от 1920-те и 30-те години на миналия век от Лондон до Венеция. Тази услуга работи между март и ноември и е насочена любителите на пътуванията, тъй като билетите струват над 3120 долара на човек от Лондон до Венеция, през Париж, Цюрих, Инсбрук и Верона, въпреки името си, влакът се движи през прохода Бренер вместо през тунела Симплон. Два или три пъти в годината също се осъществява пътуване до Прага или Виена и Будапеща, като началният град е Венеция и се върне в Париж и Лондон. Всеки септември влакът тръгва от Лондон и Париж до Истанбул през Будапеща, Синая и Букурещ – в последните три града се провежда туристическа обиколка (и в двете столици нощувките са в хотели) – връщането приключва във Венеция. Докато гореспоменатите маршрути са достъпни почти всяка година, се осъществяват и някои уникални дестинации, сред които Кьолн, Рим, Флоренция, Люцерн, Високите Татри, Краков, Дрезден, Копенхаген и Стокхолм.

## Фототека и исторически архиви
Архивите на CIWL съдържат повече от 100-годишни плакати, снимки, планове и комуникационни материали, които представляват огромен интерес за културни, академични или търговски проекти. CIWL е наемала творци и художници от 1883 г., които да създадат луксозни условия и комфорт при пътуване, както и специален графичен стил, който сега е признат в световен мащаб по своето качество. Архивът се състои от над 1000 плаката и повече от 6000 снимки, които се използват редовно за всички видове издателски и медийни проекти по целия свят, както и за културни събития.

## В популярната култура
Блясъкът и богатата история на „Ориент Експрес“ често се появява в различни произведения на литературата, киното и телевизията. По-известни произведения:

### Филми
- Orient Express (1934), филмова адаптация на романа на Греъм Грийн.
- От Русия с любов (1963), филмова адаптация, базирана на едноименния роман от Ийн Флеминг.
- Travels with My Aunt (1972)
- Убийство в Ориент Експрес (1974), (2001), (2010), (2017), филмови адаптации, базирани на едноименния роман от Агата Кристи.
- Romance on the Orient Express (1985)
- 102 далматинци (2000)
- Около света за 80 дни (2004)
- Murder Mystery (2019)